# Laurent Pellet
Laurent Pellet (ur. 31 lipca 1970 w Morges) – szwajcarski judoka. Olimpijczyk z Barcelony 1992, gdzie zajął 22. miejsce w wadze lekkiej.
Uczestnik mistrzostw świata w 1991, 1993 i 1995. Startował w Pucharze Świata w latach 1991, 1992, 1994–1996. Piąty na mistrzostwach Europy w 1995. Wicemistrz Europy juniorów w 1990 roku.

## Letnie Igrzyska Olimpijskie 1992
| Konkurencja | Eliminacje   | Eliminacje          | Klas. końcowa |
| Konkurencja | Przeciwnik I | Przeciwnik II       | Miejsce       |
| ----------- | ------------ | ------------------- | ------------- |
| 71 kg       | wolny los Z  | Park Yong-i (PRK) P | 22.           |